# 耳叶刺蕊草
耳叶刺蕊草（学名：Pogostemon auricularia），又名密花节节红，为唇形科刺蕊草属下的一个种。

## 扩展阅读
- 維基物種上的相關：耳叶刺蕊草